# Stazione meteorologica di Mongiana
La stazione meteorologica di Mongiana è la stazione meteorologica di riferimento relativa alla località di Mongiana.

## Coordinate geografiche
La stazione meteo si trova nell'Italia meridionale, in Calabria, in provincia di Vibo Valentia, nel comune di Mongiana, a 920 metri s.l.m. e alle coordinate geografiche 38°30′N 16°20′E.

## Dati climatologici
In base alla media trentennale di riferimento 1961-1990, la temperatura media del mese più freddo, gennaio, si attesta a +3,0 °C; quella del mese più caldo, agosto, è di +16,9 °C.
Le precipitazioni medie annue sono abbondanti, superiori ai 1600 mm, e si distribuiscono mediamente in 103 giorni, con un minimo estivo e un picco molto accentuato tra l'autunno e la primavera.
.
| Mongiana            | Mesi | Mesi | Mesi | Mesi | Mesi | Mesi | Mesi | Mesi | Mesi | Mesi | Mesi | Mesi | Stagioni | Stagioni | Stagioni | Stagioni | Anno  |
| Mongiana            | Gen  | Feb  | Mar  | Apr  | Mag  | Giu  | Lug  | Ago  | Set  | Ott  | Nov  | Dic  | Inv      | Pri      | Est      | Aut      | Anno  |
| ------------------- | ---- | ---- | ---- | ---- | ---- | ---- | ---- | ---- | ---- | ---- | ---- | ---- | -------- | -------- | -------- | -------- | ----- |
| T. max. media (°C)  | 8,2  | 9,0  | 11,1 | 14,1 | 19,1 | 23,2 | 25,9 | 26,3 | 23,5 | 18,6 | 14,0 | 9,6  | 8,9      | 14,8     | 25,1     | 18,7     | 16,9  |
| T. min. media (°C)  | −2,2 | −1,9 | −1,2 | 1,0  | 3,5  | 5,7  | 7,3  | 7,5  | 5,3  | 2,8  | 0,3  | −1,1 | −1,7     | 1,1      | 6,8      | 2,8      | 2,3   |
| Precipitazioni (mm) | 230  | 224  | 172  | 142  | 74   | 48   | 30   | 36   | 75   | 162  | 164  | 279  | 733      | 388      | 114      | 401      | 1 636 |
| Giorni di pioggia   | 13   | 12   | 11   | 10   | 6    | 4    | 3    | 4    | 6    | 10   | 10   | 14   | 39       | 27       | 11       | 26       | 103   |